# Ivata Akemi
Ivata Akemi (岩田 明美; Hepburn: Iwata Akemi) (Japán, 1954. január 19. –) japán válogatott labdarúgó.

## Nemzeti válogatott
1981-ben debütált a japán válogatottban. A japán válogatott tagjaként részt vett az 1981-es Ázsia-kupán. A japán válogatottban 3 mérkőzést játszott.

## Statisztika
| Japán válogatott | Japán válogatott | Japán válogatott |
| Időszak          | Mérk.            | gól              |
| ---------------- | ---------------- | ---------------- |
| 1981             | 3                | 0                |
| Összesen         | 3                | 0                |